# امباتومانتی، امپارافاروالا
امباتومانتی، امپارافاروالا (به لاتین: Ambatomainty, Amparafaravola) یک سکونتگاه مسکونی در ماداگاسکار است که در آلائوترا-مانگورو واقع شده‌است.

## خصوصیات
امباتومانتی ۳۹٬۰۰۰ نفر جمعیت دارد و ۷۶۷ متر بالاتر از سطح دریا واقع شده‌است.